# Dieffenbachia
Dieffenbachia is een geslacht uit de aronskelkfamilie (Araceae). Het is een tropisch plantengeslacht met getekende bladeren. Diverse soorten worden als kamerplant gekweekt. De plant is als eerbetoon vernoemd naar de hortulanus van de botanische tuin in Wenen, Joseph Dieffenbach (1796–1863).
De cellen van deze plant bevatten naald-vormige calciumoxalaatkristallen, die raphiden worden genoemd. Als op een blad gekauwd wordt, wat niet aan te raden is, veroorzaken deze kristallen een brandend gevoel in de mond en keel. Er kan een zwelling optreden waardoor het spreken wordt bemoeilijkt.
Vooral met jonge kinderen, katten en konijnen moet men oppassen, dat ze niet per ongeluk van Dieffenbachia eten. Voor sommige diersoorten echter is Dieffenbachia een onmisbare schakel in de voortplanting, zoals de pijlgifkikker Dendrobates granuliferus, waarvan de larven opgroeien in de met water gevulde bladoksels.